# 武部鷹雄
武部 鷹雄（たけべ たかお、1887年(明治20年)7月27日 - 1915年（大正4年）3月6日）は、日本の海軍軍人で海軍航空草創期の搭乗員。第一次世界大戦において、日本海軍機の初出撃を行った五名のうちの一人である。のち試験飛行中に殉職。最終階級は海軍大尉。

## 生涯

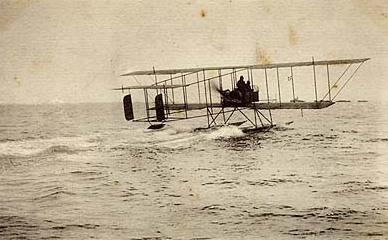
ファルマン水上機（1914年）

鳥取県東伯郡三徳村にて武部真貫、たか子夫妻の次男として生まれる。1893年4月1日三徳村立鼎尋常小学校三徳分教場に入学、1897年3月に卒業し補修科へ進み、1899年に河南高等小学校へ入学、1901年3月卒業後、同年4月5日鳥取県立第一中学校へ入学し、1906年3月に抜群の成績で卒業する。卒業後、海軍兵学校の試験を受け、同年9月1日海兵37期生として入校する。井上成美、小沢治三郎、草鹿任一らが同期生である。37期の入校試験は3200名以上の志願者を集め、合格者は180名である。武部は席次115番で入校し、卒業時は179名中59番であった。
武部は新聞報道される欧米の航空情報を書き留めておくなど、海兵在校中から航空に関心を抱いていた。卒業後の遠洋航海では鈴木貫太郎が艦長を務める｢宗谷｣乗組みとして遠洋航海に参加。タスマニアで登山を行った際、武部は山頂から練習艦｢阿蘇｣、｢宗谷｣を眺め｢飛行機で偵察すればよく見える。日露戦争のとき飛行機があれば旅順であんな苦労をしなくて済んだ｣と語っていたという。この時周囲のものはあまり賛意を示さなかったが、この場にいたのがのちに機動部隊生みの親となる小沢であり、ラバウル航空戦を戦った草鹿である。

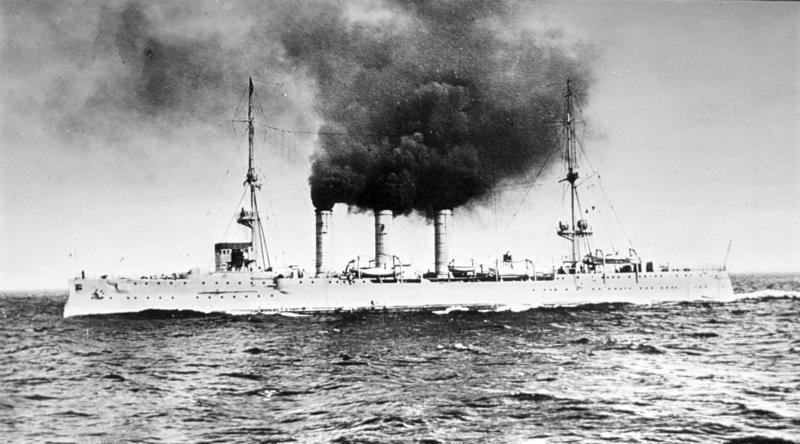
偵察目標となった「エムデン」

1912年（大正元年）10月に井上二三雄、安達東三郎ら4名の操縦練習将校1期生の搭乗員養成が始まり、11月にはフランス、アメリカから帰国した金子養三、河野三吉の海軍初飛行が行われた。武部は操縦練習将校3期生となり操縦技術を習得した。海兵の同期生である飯倉貞造、馬越喜七も3期生である。
1914年（大正3年）、第一次世界大戦が勃発し日本海軍は青島攻略戦に航空部隊の投入を決定した。部隊は"航空機母艦"「若宮」に乗組み出陣。9月5日、武部は、操縦員和田秀穂、偵察員金子養三とともにファルマン水上機に搭乗して出撃した。武部の担当は爆撃で、爆撃目標は砲台である。当時の爆撃は機体から吊るした爆弾をナイフで切って落とすというものであったが、爆撃を実施している。武部らはドイツ軍守備隊からの迎撃で機体に機銃弾を被弾しながら帰還した。この日は藤瀬勝、大崎教信機も出撃。日本海軍航空部隊の初出撃は両機の偵察により焦点となっていた「エムデン」の青島不在を確認した。
この「若宮」航空部隊は2月間で49回の出撃を実施したが戦死者はなく、また航空事故もなかった。青島攻略戦の海軍部隊総指揮官であった加藤定吉は、航空部隊に対し感状を授与した。海軍中央部は航空部隊の有用性を認め、以後拡充が図られていく。
1915年（大正4年）3月、武部は横須賀海軍工廠で製作されたファルマン水上機の試験飛行に同乗した。しかし低空で突風を受けたことが原因で、乗機が垂直になったまま海面に突入し殉職。階級は中尉であったが、大尉に進級措置が取られている。操縦員安達東三郎大尉、同乗の柳瀬久之丞一等水兵（三等兵曹に進級）、そして武部は、海軍航空界において最初の搭乗員であった相原四郎（海兵29期）に次ぐ殉職者である。
海軍航空は1921年（大正10年）までに86名の士官搭乗員を養成し、殉職者は18名（相原を加えれば19名）を数える。1922年（大正11年）、海軍航空揺籃の地と言われる霞ヶ浦海軍航空隊が設置された。同地には海軍航空殉職者を祀る霞ヶ浦神社が創建され、海軍航空隊団結の中心となった。

## 年譜
- 1887年7月27日 鳥取県東伯郡三徳村に生まれる
- 1893年4月1日　三徳村立鼎尋常小学校三徳分教場入学
- 1897年　三徳村立鼎尋常小学校三徳分教場補修科へ進む
- 1899年4月　河南高等小学校入学
- 1901年3月　河南高等小学校卒業
- 1901年4月5日 鳥取県立第一中学校入学
- 1906年3月 鳥取県立第一中学校卒業
  - 9月1日 海軍兵学校入校
- 1909年11月17日 海軍兵学校卒業
  - 宗谷乗組遠洋航海。（艦長鈴木貫太郎、指導官山本五十六、指導官附古賀峯一）
- 1910年7月16日 免宗谷乗組補壱岐乗組
  - 12月1日 免壱岐乗組補音羽乗組
  - 12月15日 任海軍少尉
- 1911年2月20日 叙正八位
  - 8月4日　免音羽乗組海軍砲術学校普通科学生被仰付
  - 12月20日 免海軍砲術学校普通科学生海軍水雷学校普通科学生被仰付
- 1912年4月24日 免海軍水雷学校普通科学生河内乗組被仰付
  - 12月1日 任海軍中尉
- 1913年2月10日 叙従七位
  - 12月1日 免河内乗組第一艇隊附被仰付
  - 12月22日 賜一級俸
  - 12月24日 横須賀鎮守府軍法会議判士被仰付
- 1914年3月23日 免横須賀鎮守府軍法会議判士横須賀鎮守府附被仰付(航空術研究委員)
  - 4月1日　第三期航空術操縦練習将校として追浜航空隊で訓練を受ける
  - 8月17日 免横須賀鎮守府附若宮乗組被仰付
  - 12月1日　免若宮乗組補横須賀鎮守府附航空術研究委員
- 1915年3月6日 殉職。任海軍大尉叙正七位

## 注
1. ↑  『海軍兵学校物語』では2971名
2. ↑  青島要塞の砲台を破壊するため、ある中尉は爆弾を大量に積んだ状態での体当たり攻撃を進言している。